# Cristina Grigoraș (wioślarka)
Cristina Grigoraș (ur. 25 kwietnia 1990 w Huși) – rumuńska wioślarka.

## Osiągnięcia
- Mistrzostwa Świata Juniorów – Pekin 2007 – ósemka – 1. miejsce[1].
- Mistrzostwa Świata Juniorów – Linz 2008 – dwójka bez sternika – 2. miejsce[1].
- Mistrzostwa Świata U-23 – Račice 2009 – dwójka podwójna – 6. miejsce[1].
- Mistrzostwa Europy – Brześć 2009 – czwórka podwójna – 3. miejsce[1].
- Mistrzostwa Europy – Montemor-o-Velho 2010 – czwórka podwójna – 7. miejsce[1].